# Ригидность
Риги́дность (от лат. rigidus — «твёрдый, оцепенелый») — твёрдость, неподатливость.
В физиологии — отсутствие реакции на стимулы или сопротивление им, например, вследствие резкого повышения тонуса анатомических структур. Примером может быть также ригидный ритм сердца, не реагирующий на фазы дыхания, нагрузки и пр. В русском языке получило большое распространение неправильное употребление термина (например, «ригидность сосудов» вместо «жесткость артерий» и т. п.), возможно, в связи с упрощённой трактовкой перевода этого слова: в англоязычной профессиональной литературе термин «rigidity» употребляют только в неврологии и психологии.
В психологии — неготовность к изменениям программы действия в соответствии с новыми ситуационными требованиями.
В психологии различают ригидность:
- Когнитивную — неготовность к построению новой концептуальной картины окружающего мира при получении дополнительной информации, которая противоречит старой картине мира.
- Мотивационную — неготовность к отказу от уже сформированных потребностей и от привычных способов их удовлетворения или к принятию новых мотивов. Может находить проявление в образовании сверхценных идей.
- Аффективную — неготовность к изменениям в связывании тех или иных событий с определёнными аффективными реакциями. Проявляется в затруднениях при эмоциональном научении, в излишней фиксированности на объектах, константности эмоциональной оценки тех или иных событий, а также, как и в случае с мотивационной ригидностью, в образовании сверхценных идей.